# Edoardo Munzone
Edoardo Munzone (Catania, 16 gennaio 1988) è uno schermidore italiano, specializzato nella spada.

## Biografia
Nato a Catania, è cresciuto sportivamente a Sant'Agata li Battiati con la società A.S. Methodos CT, per poi entrare, al compimento della maggiore età, nel Gruppo Sportivo Fiamme Oro. Successivamente si è allenato presso il Club scherma Acireale A.S.D., e quindi presso la RomaFencing A.S.D., attuale società di appartenenza. Specializzatosi nella disciplina della spada, ottiene i primi successi in ambito internazionale conquistando una medaglia di bronzo individuale ai Campionati del mondo Cadetti di Plovdiv nel 2004, una medaglia d'oro individuale al Campionato europeo di scherma Giovani di Tapolca nel 2005 e confermandosi due anni dopo a Praga con l'oro a squadre al Campionato europeo di scherma Giovani del 2007.
Tra il 2009 e il 2017 con la nazionale senior vince alla Coppa del Mondo Satellite due medaglie di bronzo, rispettivamente a Copenaghen (2009) e a Belgrado (2011), e due medaglie d'oro, la prima a Spalato nel 2010 e la seconda a San José nel 2017.
Nel maggio dello stesso anno ottiene un terzo posto al FIE Grand Prix di Bogotà e l'accesso alla top 100 del ranking internazionale.

## Palmarès
In carriera ha conseguito i seguenti risultati:

### Coppa del mondo
Prove individuali
- 2016-2017 -  (Bogotà)

Prove a squadre

### Campionati italiani
Individuale
A squadre
- Oro nella spada a Napoli 2007
- Bronzo nella spada a Siracusa 2010
- Bronzo nella spada a Livorno 2011

### Altri risultati
Mondiali cadetti
Individuale
- Bronzo nella spada a Plovdiv 2004

Europei giovani
Individuale
- Oro nella spada a Tapolca 2005

A squadre
- Oro nella spada a Praga 2007